# Tranquility (yacht)
M/Y Tranquility, tidigare Equanimity, är en superyacht tillverkad av Oceanco i Nederländerna. Hon sjösattes i oktober 2013 och levererades i juni 2014 till sin dåvarande ägare Jho Low, en malaysisk affärsman. År 2019 anklagade malaysiska myndigheter Low att vara hjärnan till den stora malaysiska bedrägerihärvan rörande det statliga bolaget 1Malaysia Development Berhad. Malaysia hade året innan beslagtagit superyachten från Low. Den 2 april 2019 blev det klart att kasinoföretaget Genting Group hade köpt superyachten för 126 miljoner amerikanska dollar vid en auktion. Superyachten fick sitt nuvarande namn efter att köpet genomfördes. Tranquility har två gånger varit uppe till försäljning efter Gentings köp. Ena var i oktober 2019 medan den andra var i augusti 2020 och då med ett försäljningspris på 149,9 miljoner euro.
Hon designades exteriört av Oceanco själva medan interiören designades av Winch Design. Den är 91,5 meter lång och har kapacitet för att ha 22 passagerare fördelat på elva hytter. Superyachten har också en besättning på 31 besättningsmän.